# پترا کلی
پترا کارین کلی (۲۹ نوامبر ۱۹۴۷–۱ اکتبر ۱۹۹۲) یک سیاستمدار آلمانی حزب اتحاد ۹۰/سبزها و فعال بوم‌فمینیسم آلمانی بود. او یکی از اعضای مؤسس حزب سبز آلمان، اولین حزب سبز بود که در سطح ملی در آلمان و در سراسر جهان به شهرت رسید. در سال ۱۹۸۲، او جایزه جایزه زیست صحیح را به دلیل «شکل‌دادن و اجرای یک چشم‌انداز جدید که نگرانی‌های زیست‌محیطی را با خلع سلاح، عدالت اجتماعی و حقوق بشر مرتبط می‌کند» دریافت کرد.

## زندگی شخصی

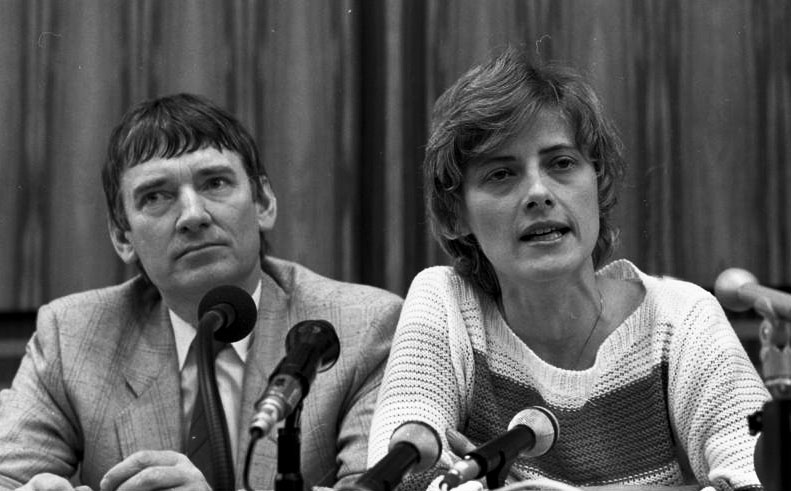
برای اهداف مستند بایگانی فدرال آلمان معمولاً زیرنویس‌های اصلی عکس را نگه می‌دارد که ممکن است دارای اشتباه، جانبدارانه، منسوخ یا سیاست‌زده باشند. Pressekonferenz der "Grünen" zum Ausgang der Bundestagswahl vom 6.3.1983- im Saal der Bundespressekonferenz.

پترا کارین لمان در سال ۱۹۴۷ در گونتسبورگ، بایرن (در آن زمان منطقه تحت اشغال آمریکا) به دنیا آمد. او پس از ازدواج مادرش با جان ای کلی، افسر ارتش ایالات متحده، نام خود را به کلی تغییر داد. او در یک صومعه کلیسای کاتولیک در گونزبورگ تحصیل کرد و بعد از آن که خانواده اش در سال ۱۹۵۹ به ایالات متحده نقل مکان کردند، در جورجیا و ویرجینیا به مدرسه رفت. او تا زمان بازگشت به آلمان غربی در سال ۱۹۷۰ در ایالات متحده زندگی و تحصیل کرد. او در طول زندگی خود تابعیت آلمان غربی را حفظ کرد.
کلی مارتین لوتر کینگ را تحسین می‌کرد و در انتخابات سال ۱۹۶۸ ایالات متحده برای کمپین رابرت اف کندی و هیوبرت هامفری کار کرد. او علوم سیاسی را در دانشگاه امریکن خواند که در سال ۱۹۷۰ با مدرک لیسانس فارغ‌التحصیل شد. او همچنین در سال ۱۹۷۱ از دانشگاه آمستردام با مدرک کارشناسی ارشد فارغ‌التحصیل شد.

## حرفه
کلی در حین کار در کمیسیون اروپا (بروکسل، بلژیک، ۱۹۷۱–۱۹۸۳)، در مبارزات صلح و محیط زیست متعدد در آلمان و سایر کشورها شرکت کرد. پس از دو سال کار در کمیسیون اروپا، او به یک پست اداری در کمیته اقتصادی و اجتماعی اروپا رفت و در آنجا از حقوق زنان دفاع کرد.

### حزب سبز آلمان
کلی یکی از بنیانگذاران حزب سبز آلمان در سال ۱۹۷۹ بود. او در سال ۱۹۸۳ از طریق فهرست انتخاباتی به عنوان نماینده بوندستاگ به نمایندگی از بایرن به مجلس نمایندگان انتخاب شد.
در سال ۱۹۸۱، کلی در تظاهرات ۴۰۰۰۰۰ نفری در بن علیه سلاح‌های هسته ای شرکت داشت. در سال ۱۹۸۲، کلی جایزه زیست صحیح را برای «شکل‌دادن و اجرای یک چشم‌انداز جدید که نگرانی‌های زیست‌محیطی را با خلع سلاح، عدالت اجتماعی و حقوق بشر مرتبط می‌کند» دریافت کرد.
در ۱۲ مه ۱۹۸۳، کلی، گرت باستیان و سه عضو دیگر بوندستاگ از فراکسیون سبزها بنری را در میدان الکساندر پلاتس در برلین شرقی برپا کردند که روی آن نوشته شده بود «سبزها - شمشیر به گاوآهن» (مفهومی که در آن سلاح‌ها یا فناوری‌های نظامی برای کاربردهای غیرنظامی صلح‌آمیز تبدیل می‌شوند). پس از دستگیری کوتاه مدت، آنها با احزاب مخالف آلمان شرقی دیدار کردند. در اکتبر ۱۹۸۳، اریش هونکر، رهبر جمهوری دموکراتیک آلمان، با پترا کلی، گرت باستیان و سایر سبزها ملاقات کرد. کلی پیراهن کشی پوشیده بود که روی آن عبارت «شمشیر به گاوآهن» نوشته شده بود. او خواستار آزادی همه زندانیان جنبش صلح آلمان شرقی شد.
کلی کتاب "مبارزه برای امید" را در سال ۱۹۸۴ نوشت که توسط ساوت اند پرس منتشر شد. این کتاب فراخوانی فوری برای جهانی عاری از خشونت بین شمال و جنوب، زن و مرد، خودمان و محیط اطرافمان است.
در سال‌های پایانی زندگی‌اش، کلی به دلیل چرخش عمل‌گرایانه سبزها در آن زمان، به‌طور فزاینده‌ای با اکثر همکاران حزبی خود فاصله گرفت، در حالی که او همچنان به مخالفت با هرگونه اتحاد با احزاب سیاسی سنتی ادامه داد.

## مرگ
در ۱۹ اکتبر ۱۹۹۲، اجساد متلاشی شده کلی و شریک زندگی اش، سیاستمدار سابق و سبز گرت باستیان (متولد ۱۹۲۳)، پس از تماسی که از سوی همسر باستیان و مادربزرگ کلی که گزارش داد چند هفته است که از باستیان و کلی خبری ندارند، دریافت کردند، توسط مقامات پلیس در اتاق خواب خانه او در بن کشف شد. پلیس تشخیص داد که کلی در حالی که خواب بود توسط باستیان به ضرب گلوله کشته شد و سپس باستیان خود را کشت. او ۴۴ ساله، و باستیان ۶۹ ساله بود.

## برای مطالعهٔ بیشتر
- Bevan, Ruth A. "Petra Kelly: The Other Green." New Political Science 23.2 (2001): 181-202.
- Mandel, Ernest (November–December 1992). "Willy Brandt and Petra Kelly". New Left Review. New Left Review. I (196).
- Mellor, Mary. "Green politics: ecofeminist, ecofeminine or ecomasculine?." Environmental Politics 1.2 (1992): 229-251.
- Milder, Stephen. "Thinking globally, acting (trans-) locally: Petra Kelly and the transnational roots of West German green politics." Central European History 43.2 (2010): 301-326. online
- Parkin, Sara (1995). The Life and Death of Petra Kelly. Rivers Oram Press/Pandora. ISBN 0-04-440940-0.
- Richter, Saskia. "Petra Kelly, International Green Leader: On biography and the peace movement as resources of power in West German politics, 1979-1983." German Politics and Society 33.4 (2015): 80-96.
  - Richter, Saskia (2010). Die Aktivistin: Das Leben der Petra Kelly (به آلمانی). Munich: Deutsche Verlags-Anstalt. ISBN 978-3-421-04467-9.
- White, Brion. "Petra Kelly And Dorothy Day: Peace Activists Working Inside and Outside the Traditional Government Structure for Social Change." Journal for Peace and Justice Studies 23.2 (2013): 117-138.
- Wilsford, David, ed. Political leaders of contemporary Western Europe: A biographical dictionary (Greenwood, 1995) pp. 230–236.